# Michael Landon

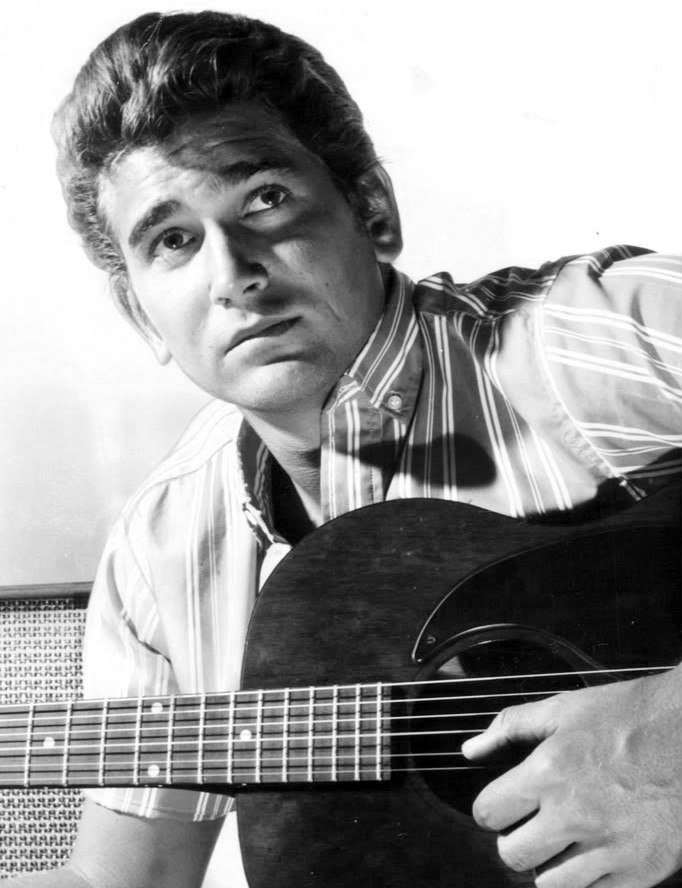
Landon en los años sesenta

Eugene Maurice Orowitz (Nueva York, 31 de octubre de 1936-Malibú, 1 de julio de 1991), conocido como Michael Landon, fue un actor, escritor, productor y director estadounidense, que protagonizó tres exitosas series de televisión en la cadena de NBC. Fue muy conocido por su papel como Little Joe en Bonanza (1959-1973), como Charles Ingalls en Little House on the Prairie (1974-1983) y como Jonathan Smith en Highway to Heaven (1984-1989).

## Biografía

### Su juventud
Su padre Eli Orowitz era un empleado judío de publicidades de la productora RKO y su madre era católica de nacionalidad irlandesa. El pequeño Eugene no tuvo una infancia feliz, ya que su madre era muy abusiva, tanto de sus hijos como de su esposo. En su juventud Eugene fue atleta y se especializó en lanzamiento de jabalina, disciplina gracias a la que ganó una beca en la Universidad de California en Los Ángeles (UCLA). La familia Orowitz se mudó de la costa este de Estados Unidos a California, y la carrera de Eugene parecía encaminada hacia el deporte, hasta que una lesión dictaminó el final de sus días en la UCLA. Sin embargo, esta lesión fue la responsable del acercamiento del joven al arte de la interpretación y, luego de algunos intentos, Eugene Orowitz se convirtió en Michael Landon. 
A mediados de la década de los cincuenta, Michael, con veinte años cumplidos, estaba trabajando en pequeños papeles en cine y TV. En el primer medio apareció en These Wilder Years (1956), con las estrellas James Cagney y Barbara Stanwyck, en un papel secundario como uno de los muchachos de la sala de billar. Fue al año siguiente que tuvo su primer papel protagonista, con I Was a Teenage Werewolf (1957) filme convertido en un clásico del cine bizarro y un rol muy querido por Landon (en un episodio de la serie Highway to Heaven, Landon se volvió a disfrazar de licántropo). 
Más popularidad tuvo Michael con sus apariciones en series como Wanted Dead or Alive  y en el primer episodio de The Restless Gun, serie con John Payne. 
El productor David Dortort se dio cuenta del potencial de Landon para un personaje del oeste y así fue como escribió el personaje de Joe Cartwright pensando en Landon. Bonanza significó mucho para Michael. No solo fue la serie que lo convirtió en una estrella internacional, sino también le sirvió para adquirir gran experiencia, como actor y más tarde como guionista y director. 
A través de las catorce temporadas de Bonanza, el personaje de Joe Cartwright fue madurando hasta convertirse en Charles Ingalls, el protagonista de la serie que Landon inició después de la cancelación de Bonanza, Little House on the Prairie, que comenzó en 1974, como obra de Landon, ya que ofició como productor ejecutivo, protagonista y eventual guionista y director. Con los Ingalls, Landon condensó el humanismo que Bonanza había venido desarrollando durante sus últimas temporadas, y tuvo oportunidad de tratar temas más modernos, como el racismo, la religión, los problemas de la pareja, las drogas, etcétera.

### Bonanza
En 1959, a la edad de veintidós años, Landon tuvo su primer rol importante en la televisión haciendo el papel de Little Joe Cartwright en Bonanza, la primera serie de TV en ser trasmitida en color. En la misma serie, participaron además Lorne Greene, Pernell Roberts y Dan Blocker. Debido al buen recibimiento por parte del público de su actuación, y luego de superar severos problemas de bebida y adicción a los tranquilizantes, Landon pudo dirigir y escribir algunos episodios de la serie. Finalmente, Bonanza fue cancelada en 1973 debido a los bajos niveles de audiencia que poseía en ese momento.

### Little House on the Prairie

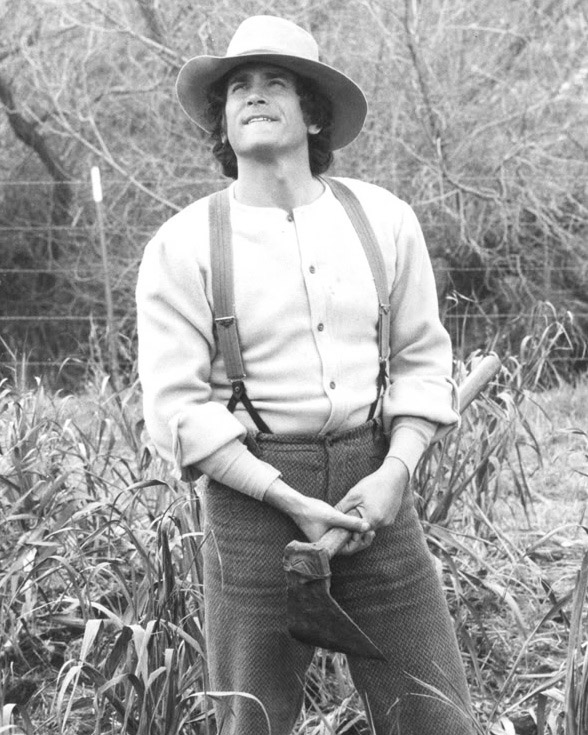
Michael Landon interpretaba a Charles Ingalls.

Un año después de que Bonanza fuera cancelada, Landon protagonizaría el piloto de otro exitoso wéstern, Little House on the Prairie, nuevamente para la NBC. 
Además de Melissa Gilbert, dos entonces desconocidas actrices llamadas Melissa Sue Anderson (Mary Ingalls, la hija mayor de la familia Ingalls) y Karen Grassle (Caroline Ingalls, la esposa de Charles), participaron en el programa. 
Landon fue el productor ejecutivo, escritor y director de la serie. Little House... enfatizaba los buenos valores y la amistad, algo que le gustó al público, convirtiendo la serie en un éxito en la primera temporada.
La serie fue nominada a varios Emmy y Globos de Oro. Después de ocho años, la NBC trajo de nuevo el espectáculo en 1982. 
El mismo año, Landon dirigió Little House: A New Beginning, siendo esta serie el «capítulo final» del programa, ya que este finalizaría en la primavera siguiente.

### Highway to Heaven
En Highway to Heaven, Landon interpretaba a Jonathan Smith, un ángel guardián bajo prueba cuyo trabajo era ayudar a la gente para poder ganar sus alas. La NBC pensó que el programa no duraría mucho, pero la realidad fue muy diferente, probando ser un gran éxito para el actor. Al igual que en Little House on the Prairie, aquí Landon no se desempeñaba solo como actor, sino también como productor ejecutivo, escritor y director del espectáculo.

### Vida personal
Landon se casó tres veces. 
- Dodie Levy-Fraser (se casaron en marzo de 1956. Se divorciaron en diciembre de 1962)
  - Mark Fraser Landon, nacido el 1 de octubre de 1958 muerto el 12 de mayo de 2009 (adoptado)
  - Josh Fraser Landon, nacido el 11 de febrero de 1960 (adoptado)
  - Jason Samuel (Landon) Smith, nacido el 13 de mayo de 1961 (adoptado)
- Marjorie Lynn Noe (nacida Marjorie Lynn Noe, se casaron el 12 de enero de 1963. Se divorciaron en 1980)
  - Leslie Ann Landon, nacida el 11 de octubre de 1962
  - Michael Landon Jr. nacido el 20 de junio de 1964
  - Shawna Leigh Landon, nacida el 4 de diciembre de 1971
  - Christopher Beau Landon, nacido el 27 de febrero de 1975
- Cindy Clerico (se casaron el 14 de febrero de 1983)
  - Jennifer Rachel Landon, nacida el 29 de agosto de 1983
  - Sean Matthew Landon, nacido el 8 de agosto de 1986
- Tiene un hijo biológico que es actor, director, escritor, productor: Michael Landon Jr.

### Enfermedad y muerte
Fumador y bebedor habitual durante años, el 5 de abril de 1991, Landon fue diagnosticado de cáncer de páncreas, el cual ya había producido metástasis hacia el hígado y los ganglios linfáticos. El cáncer era inoperable y el pronóstico médico era terminal. El 21 de mayo de 1991, Landon fue operado con éxito de un coágulo de sangre que casi le costó la pierna izquierda. Falleció en Malibú el 1 de julio de 1991.